# 시팩스

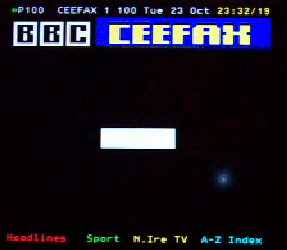

시팩스(Ceefax)는 텔레비전 화면에 매초 50회씩 나타나는 주사선(走査線)을 이용하여 특수 송신함으로써 '활자화된 기사'를 화면에 투사시키거나 또는 팩시밀리에 사진판 인쇄를 해놓은 시스템을 말한다. 최근에 개발된 매스미디어로 시청자는 이미 가지고 있는 TV세트에 보조수신기를 연결하여 스위치를 넣으면 화면에서 활자화된 기사를 볼 수 있다.